# Mesenopsis melanochlora
Mesenopsis melanochlora är en fjärilsart som beskrevs av Frederick DuCane Godman och Osbert Salvin 1878. Mesenopsis melanochlora ingår i släktet Mesenopsis och familjen Riodinidae. Inga underarter finns listade i Catalogue of Life.

## Bildgalleri

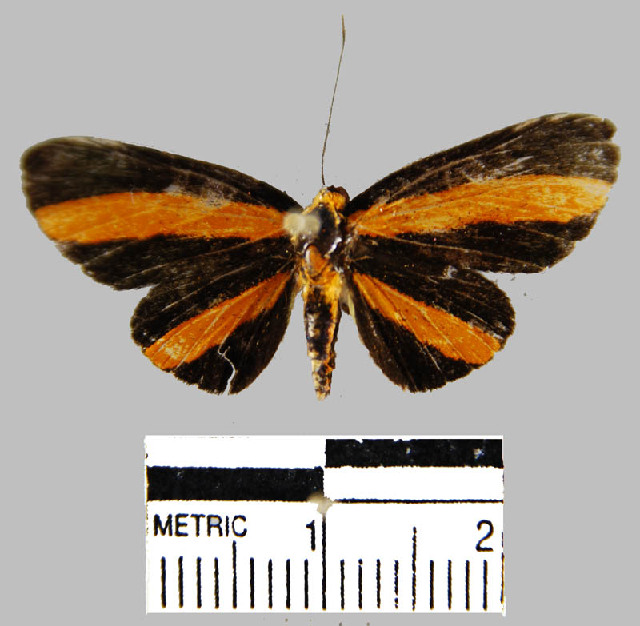
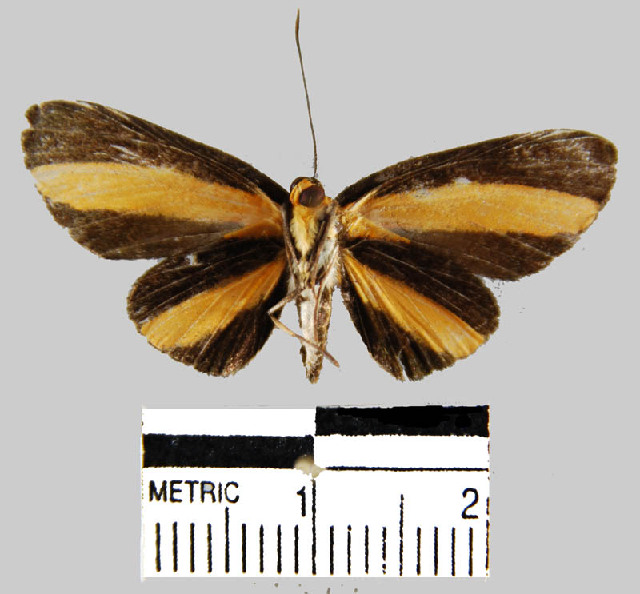